# Vampire Buster
Pour plus de détails, voir Fiche technique et Distribution.
Vampire Buster (捉鬼大師, Zhuo gui da shi) est une comédie hongkongaise réalisée par Stanley Siu et Norman Law et sortie en 1989 à Hong Kong. Malgré ce que pourrait laissait croire le titre, le film ne montre aucun vampire mais une sorte de fantôme démon vieux de mille ans.
Il totalise 6 080 335 HK$ de recettes à Hong Kong.

## Synopsis
Cheung Sap-yat (Kent Cheng), un exorciste du Jiangxi, possède un vase de dynastie Ming contenant l'esprit d'un démon qui était autrefois un disciple renégat de son ancêtre. Son fils, Siu-bo (Manfred Wong), qui dirige un groupe de partisans de la Révolution culturelle, lui demande de lui remettre le vase mais Cheung préfère le jeter dans l'eau plutôt que de le donner aux gardes rouges. Il flotte alors jusqu'à Hong Kong et se retrouve dans une vente aux enchères caritative où il est acheté par le conseiller Stephen Kei (Stanley Fung) et son fils Jacky (Jacky Cheung), qui reviennent récemment d'une école à l'étranger, pour 1,8 million HK$. Une fois rentrés à la maison, la mère très pieuse de Stephen ressent quelque chose de malsain envers le vase, et la petite amie de Stephen, Mable, lui conseille alors d'apporter le vase au diseur de bonne aventure Chan Pak-tung (Natalis Chan), qui est en fait un escroc et l'amant secret de Mable avec qui il complote pour arnaquer de l'argent à Stephen. À propos du vase, Chan prétend exécuter dessus un rituel taoïste puis jette ensuite des cendres de cigare à l'intérieur, ce qui a pour conséquence de faire sortir temporairement la main du démon. Lorsque Chan essaie de voir ce qui ne va pas dans le vase, la main du démon le repousse et il rend rapidement le vase à Stephen.
De retour chez les Kei, le vase commence soudainement à fumer, le démon (Chung Fat) en sort et assomme Stephen. Au même moment, Jacky fait peur à sa petite amie Cat (Elsie Chan), en portant des masques de monstre dans l'obscurité, et la sœur cadette de Jacky, Micky, et sa grand-mère se joignent à eux. Le jeu est cependant interrompu lorsque Jacky donne accidentellement un coup de pied à sa grand-mère et qu'ils croisent le démon, qui est, selon eux, Stephen avec un masque. Le démon tente de les attaquer mais est bloqué par un autel dans la maison et il se met alors à possèder Stephen. Pendant ce temps, Cheung, entré illégalement à Hong Kong après avoir découvert que les Kei avaient acquis le vase, parvient à échapper à la police avec son agilité et utilise ses pouvoirs d'exorciste pour faire halluciner un agent de la circulation et le guider jusque chez les Kei. Sur place, il se rend compte que le démon est déjà sorti du vase et tente de l'exorciser, mais Stephen, possédé, le chasse en lui tirant dessus au fusil. Pendant ce temps, Jacky écrase accidentellement Cheung alors qu'il roule de nuit avec Cat et le ramène chez lui car ce-dernier refuse d'aller à l'hôpital. Tandis que Jacky et Cat partent lui chercher un médecin, Cheung est de nouveau attaqué par Stephen possédé. Bien qu'il ait laissé son équipement d'exorciste dans la voiture de Jacky, il réussit presque à maîtriser le démon en utilisant la cloche d'une peluche de Garfield appartenant à Micky jusqu'à ce que celle-ci l'interrompt pour récupérer sa peluche. Cheung s'enfuit juste avant que Jacky et Cat ne ramènent le médecin .
Le lendemain, Cheung retrouve Jacky et Cat dans une église pour les avertir que Stephen est possédé par un démon mais ils refusent de le croire. Un soir, Stephen, toujours possédé, rencontre un autre conseiller, Lee, qui remarque son changement de comportement et pense que son collègue devient fou. Le démon fait finalement halluciner Lee alors qu'il conduit pour lui faire croire que sa ceinture s'est transformée en serpent et il se tue dans un accident de la route. Pendant la nuit, un éclair dans le ciel révèle furtivement la vraie nature du démon qui est vue par Mable. Elle prévient Chan alors qu'ils fricotent chez elle, mais Chan en déduit que Stephen a un fétiche en lui qui fait peur à Mable. Stephen, toujours possédé, débarque alors et Chan se cache et assiste horrifié au meurtre de Mable par le démon. Stephen découvre ensuite la cachette de Chan, le poursuit à l'extérieur et tente de le tuer jusqu'à l'arrivée de Cheung qui frappe le démon dans la poitrine pour le stopper. Alors que Stephen rentre chez lui pour soigner sa blessure, Micky remarque que le démon quitte le corps de Stephen pour prendre possession de Cat. Cheung et Chan arrivent ensuite chez les Kei et racontent ce qui se passe mais sans pouvoir le prouver car Stephen n'est plus possédé et ils sont mis dehors par la famille. Cheung et Chan réalisent alors que le démon possède maintenant Micky.
Le lendemain matin, Cheung et Chan parviennent à enlever Micky mais le démon réussit à faire s'accidenter la voiture dans laquelle ils se trouvent et tous finissent à l'hôpital. Le médecin dit à Stephen et Jacky que l'onde cérébrale de Micky est exceptionnellement forte. Pendant la nuit, elle tue l'infirmière chargée de la surveiller, ainsi que deux policiers qui interrogent Cheung, avant d'attaquer ce-dernier et de ravager l'hôpital. Jacky, Stephen et Cat arrivent également sur les lieux et voient l'état de Micky. Par la suite, Cheung dit à Jacky, Stephen, Cat et Chan que la seule façon d'exorciser le démon est d'utiliser le bâton spirituel qu'il a laissé dans la voiture accidentée et le miroir taoïste qui se trouve à l'intérieur du vase. Puisque Cheung est arrêté par la police pour être entré illégalement à Hong Kong, il leur explique comment appeler son esprit s'ils ont besoin d'aide. Jacky et Cat trouvent le bâton dans la voiture à la fourrière tandis que Stephen et Chan retournent au manoir pour prendre le miroir dans le vase, mais le démon quitte le corps de Micky, possède à nouveau Stephen et emmène le vase dans une partie abandonnée de la maison où le père décédé de Stephen habitait. Jacky, Cat et Chan le suivent et Stephen les attaque. Pendant le combat, ils invoquent Cheung pour posséder Cat, mais il ne peut libérer son plein pouvoir dans le corps d'une femme et se met alors à posséder Jacky. Pendant la bataille, un médecin et une infirmière découvrent le corps sans pouls de Cheung à l'hôpital et se prépare à lui faire une autopsie, alors Cheung retourne dans son corps pour empêcher que cela ne se produise et laisse Jacky, Cat et Chan combattent seuls le démon. Le trio réussit à reprendre le miroir du vase et à repousser le démon avant que Cheung ne revienne et le soumette. Jacky, qui tient le bâton, est réticent à poignarder le démon avec car il tuera en même temps son père qui est possédé mais finit par le faire et le démon est finalement exorcisé et détruit, tout comme Stephen. Cependant, un arbre tombe à l'extérieur et d'où Stephen sort et n'est plus possédé. Micky lui donne ensuite à Stephen un précieux vase qu'elle a reçu la veille, mais il préfère le jeter après avoir traversé tous ces ennuis, et Jacky et Cat s'élancent pour rattraper ce bien inestimable avant qu'il ne se brise par terre.

## Fiche technique
- Titre original : 捉鬼大師
- Titre international : Vampire Buster
- Réalisation : Stanley Siu et Norman Law
- Scénario : Yuen Kai-chi, Barry Wong et Wong Jing
- Musique : Anders Nelsson (en) et The Melody Bank
- Photographie : Tom Lau, Raymond Lam et Peter Ngo
- Montage : Poon Hung
- Production : Alan Tang
- Société de production : In-Gear Film Production (en) et Foo Ong Film
- Société de distribution : In-Gear Film Production (en)
- Pays d'origine :  Hong Kong
- Langue : cantonais
- Genre : comédie
- Durée : 94 minutes
- Date de sortie :
  - Hong Kong : 8 juin 1989
  - Taïwan : 24 juin 1989

## Distribution
- Jacky Cheung : Jacky Kei
- Kent Cheng : Cheung Sap-yat
- Stanley Fung : Stephen Kei
- Natalis Chan : Chan Pak-tung
- Elsie Chan : Cat
- Anglie Leung : Mable
- Che Man-kei : Micky Kei
- Manfred Wong : Cheung Siu-bo
- Austin Wai (en) : le disciple aîné de l'ancêtre de Cheung
- Chung Fat : le démon du vase
- Shum Wai : le bookmaker hippique
- Helena Law : la conseillère Tang
- Wong Wai : le conseiller Lee
- Yip Kai : Shui
- Benz Kong : le policier interrogeant Cheung
- Leung Sam : un conseiller
- Law Shu-kei : le prêtre catholique
- Tin Kai-man (en) : un passant qui regarde la télé
- Barry Wong : un passant qui regarde la télé
- Chun Kwai-bo : un garde rouge
- Patrick Ling : un garde rouge
- John Cheung : un médecin
- Leung Hak-shun : le commissaire-priseur
- Ma Shu-san : un enchérisseur
- Lee Wah-kon : un enchérisseur